# Concertciter
De concertciter of concertzither is een snaarinstrument, dat voornamelijk bestaat uit een klankbodem die bespannen is met snaren. Het instrument wordt voornamelijk gebruikt in het Duitstalige deel van Europa bij volksmuziekevenementen. De melodie wordt gespeeld op een van fretten voorziene toets.
De concertciter is een doorontwikkeling van primitievere citers zoals de hommel en citera. Een benaming was toen scheitholt of raffele kratzzither. Er kwamen meer snaren voor de begeleiding en de manier van spelen veranderde. Was het bij de scheitholt een ritmische beweging van de rechterhand met een plectrum en links een stokje, nu is het een spel waarbij de linkerhand en de rechterhand samen de melodie maken. De toon wordt gevormd met de linkerhand op de fretten door de snaren te verkorten.
Bij een kratzzither bestaat het instrument uit een balk waarop 2 of meer melodiesnaren zitten. Daarnaast zijn er veelal 3 tot 16 begeleidingssnaren.
Bij de schlagzither is het instrument breder zodat er meer melodiesnaren (4) en meer begeleidingssnaren (25) op kunnen.
Onder de melodiesnaren zitten fretten.